# Campo Erê
Campo Erê är en kommun i Brasilien.   Den ligger i delstaten Santa Catarina, i den södra delen av landet, 1 300 km söder om huvudstaden Brasília. Antalet invånare är 9 370.
Trakten runt Campo Erê består till största delen av jordbruksmark. Runt Campo Erê är det ganska glesbefolkat, med 23 invånare per kvadratkilometer.